# San Bernardino (Vernazza)
San Bernardino is een plaats (frazione) in de Italiaanse gemeente Vernazza.